# 松岡俊三

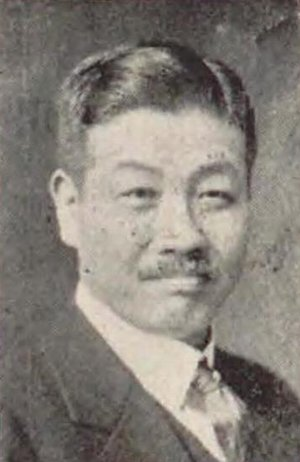
松岡俊三

松岡 俊三（まつおか としぞう、1880年（明治13年）7月14日 – 1955年（昭和30年）2月16日）は、日本の衆議院議員（立憲政友会→自由党）、拓務政務次官。ジャーナリスト。

## 経歴
山形県北村山郡楯岡村（現在の村山市）出身。1899年（明治32年）に浄土宗大学を卒業した後、日本法律学校（現在の日本大学）で学んだ。日露戦争に従軍。都新聞社に入り、政治部記者、副社長、常任監査役、編集顧問を歴任した。
1920年（大正9年）の第14回衆議院議員総選挙に出馬し、当選。第21回に至るまで7回当選を果たし、1940年（昭和15年）に発足した米内内閣では拓務政務次官を務めた。
この間、1927年（昭和2年）には、議会乱闘事件に関与したとして傷害の容疑で起訴。同年12月16日に罰金三百円の判決を受けている。
雪害救済運動に取り組み、雪の日本社を創設して機関紙「雪の日本」を発刊した。また朝鮮の古乾原に植林事業を起こし、松岡林業所を経営した。
戦後は公職追放となり、その後山形県大高根村に松岡開拓団を組織し、雪の観音郷開拓農業協同組合理事長を務めた。1947年（昭和22年）8月15日、昭和天皇が鶴岡市に行幸（昭和天皇の戦後巡幸）した際には、開拓事業について奏上する機会を得た。
追放解除後の1952年（昭和27年）の第25回衆議院議員総選挙で山形2区から自由党公認で返り咲きを果たし、翌年の第26回総選挙でも再選された。
1955年（昭和30年）の第27回衆議院議員総選挙で自由党から立候補したが、公示後に病気のため立候補を辞退。選挙中の2月16日に死去した。

## 著書
- 『惨酷を極むる雪害地の地租解剖』（雪の日本社、1931年）
- 『凶作克服より報恩更生へ』（雪国更生協会、1935年）
- 『雪国地方地租軽減 土地賃貸価格調査者必携』（雪国更生協会、1935年）